# Еллі Паркер
Еллі Паркер - американський фільм 2005 року комедія-драма за сценарієм та режисурою Скотт Коффі. У головній ролі зіграла Наомі Уоттс- молода жінка, яка бореться як актриса в Лос-Анджелес. Фільм зосереджений на цитаті з прологу Вільяма Шекспіра Генрі V:

Ой, коли б муза, полум'я подібна,

Звів до небес за натхненням.

І якщо б царство нам служило сценою,

Князі акторами а государі дивилися б на потужній драми хід.

Еллі Паркер почалася як короткометражний фільм, який був показаний на 2001 році Кінофестиваль у Санденсі. За допомогою портативної цифрової камери режисер-режисер Скотт Коффі в різні періоди часу протягом наступних чотирьох років розширив її до повнометражного фільму. Остаточно він вийшов у 2005 році.

## Сюжет
Еллі Паркер - це історія австралійської актриси, яка намагається пробитися до Голлівуду. Еллі досить молода, щоб усе ще їздити на прослуховування туди-сюди по Лос-Анджелесі, переодягаючи гардероби та ляскаючи макіяж по дорозі, але настільки доросла, що майбутнє відчувається "скоріше загрозою, ніж обіцянкою". Вона живе зі своїм розпусним хлопцем-музикантом (Марк Пеллегріно), який залишає її майже такою ж незадоволеною, як і будь-яка інша частина її життя, і має нечітке визначення слова "вірність". Зрозуміти їх сюрреалістичне та принизливе існування Голлівуду допомагає її найкращий друг Сем (Ребекка Рігг), ще одна незайнята актриса, яка пробує свої сили в дизайні, яка відвідує курси акторської майстерності з Еллі, щоб залишатися різкою. Коли Еллі потрапляє у фендер-бендер з хлопцем, який стверджує, що він кінематографіст (Скотт Коффі), її погляд на її роботу та світ знайомств починає змінюватися. Чеві Чейз також виступає в ролі агента Еллі.

## Акторський склад
- Наомі Уоттс в ролі Еллі Паркер
- Ребекка Рігг у ролі Сем
- Скотт Коффі в ролі Кріса
- Марк Пеллегріно в ролі Джастіна
- Чеві Чейз у ролі Денніса Сварцбаума
- Дженніфер Сайм як кастинг Чик
- Jessicka як студентка акторського класу
- Кіану Рівз як Dogstar басист (сам)

## Поява
Уоттс, Коффі та Пеллегріно працювали разом над Девідом Лінчем Малхолланд Драйв, де Уоттс пробився,'Еллі Паркер' зросла з дружби, зав'язаної між Уоттом та режисером і сценаристом Коффі. Він був знятий на цифрову камеру протягом п’яти років, розпочавши своє життя з коротких серій з персонажем Уотса.

## Зовнішні посилання
- Ellie Parker на сайті IMDb (англ.)
- Ellie Parker на сайті Rotten Tomatoes (англ.)